# Celestyn Dzięciołowski
Celestyn Dzięciołowski (ur. 10 lipca 1924 w Częstochowie, zm. 26 czerwca 1995 w Częstochowie) – polski piłkarz występujący na pozycji pomocnika w polskich klubach Skra Częstochowa i Legia Warszawa. Był wujkiem muzyka Muńka Staszczyka.

## Kariera klubowa
W latach 1945–1947 występował w barwach Skry Częstochowa. W 1946 drużyna wygrała rozgrywki ligi okręgowej i doszła do 1/8 finału Mistrzostw Polski. W 1947 Skra zajęła 7. miejsce w grupie, przez co nie awansowała do I ligi. W sezonach 1948 i 1949 Dzięciołowski rozegrał 17 meczów w pierwszoligowym zespole Legii Warszawa. W latach 1950–1963 grał ponownie w częstochowskiej Skrze.

## Sukcesy

### Klubowe

#### Skra Częstochowa
- 1/8 finału Mistrzostw Polski: 1946